# Platon de Ravenna
Platon a fost exarh de Ravenna de la 646 până la 649.
Platon este cunoscut în principal pentru monotelismul său și opoziția față de papa Teodor I. El a reușit să îl convingă pe partiarhul Paul al II-lea al Constantinopolului să rupă relațiile cu episcopul Romei.